# Hessen-Homburg-Kaserne

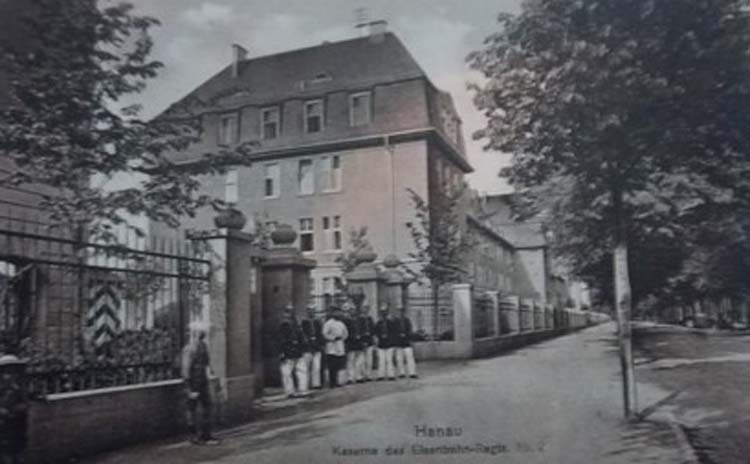
Kaserne, ca. 1900

Die Hessen-Homburg-Kaserne ist eine ehemalige Kasernenanlage im Stadtteil Lamboy der Stadt Hanau.

## Geschichte
Im Jahr 1907 suchte das Königreich Preußen nach einem Standort für das  Eisenbahnregiment 3. Die Stadt Hanau bot an, die Kaserne und die gesamte Infrastruktur auf eigene Kosten zu errichten. Die hohen Kosten – alleine die Kaserne selbst kostete 2,8 Millionen Mark – sollten sich durch eine wirtschaftliche Belebung der Stadt amortisieren. 1908 begannen die Bauarbeiten an der Kaserne, die gegenüber der bereits existierenden Ulanen-Kaserne auf deren ehemaligen Exerzierplatz entstand, 1910 wurde sie fertiggestellt. Das Stabsgebäude befand sich am Haupteingang, die Unterkünfte für die Bataillone und die Verwaltungsgebäude reihten sich um den Innenhof.
Das Eisenbahnregiment 3 war bis zum Ende des Ersten Weltkriegs in der Hessen-Homburg-Kaserne stationiert, anschließend wurde das Regiment aufgelöst und die Kaserne stand leer. Erst 1937 zog die Wehrmacht in die Kaserne ein und stationierte dort das II. Bataillon des Infanterieregiments Nr. 88. Während des Zweiten Weltkriegs wurde die Hessen-Homburg-Kaserne 1945 schwer beschädigt. 
Nach Kriegsende nutzte sie die  Amerikanische Besatzungsmacht zusammen mit der Francois-Kaserne und der Hutier-Kaserne zum Betrieb eines der größten hessischen Lager für Displaced Persons. 
Nach der Schließung des DP-Lagers zum 30. November 1950 übernahm die US-Armee die Kaserne.

## Konversion
Im Jahr 1991 räumte die US-Armee die Hessen-Homburg-Kaserne. Die Anlage diente anschließend kurzzeitig als Flüchtlingslager für Flüchtlinge aus dem Jugoslawienkrieg. 2001 entschied sich die Stadt Hanau, auf dem Gelände der ehemaligen Kaserne eine Schule zu errichten, um den Stadtteil aufzuwerten. Dazu fanden umfangreiche Sanierungsmaßnahmen statt, auf der Ostseite des Exerzierplatzes entstand ein Parkplatz, auf der Westseite ein Schulhof. Dort eröffnete 2004 schließlich das Schulzentrum Hessen-Homburg.
Die anderen Gebäude werden teilweise von Behörden genutzt, so etwa durch das Technische Rathaus der Stadt Hanau sowie das Staatliche Schulamt Hanau, teilweise sind dort auch Privatunternehmen eingezogen.

## Denkmalschutz
Die Hessen-Homburg-Kaserne ist ein Kulturdenkmal nach dem Hessischen Denkmalschutzgesetz.